# 두산위브더제니스 하버시티
 두산위브더제니스 하버시티(영어: Doosan We've The Zenith Harbor City)는 대한민국 부산광역시 동구 범일동에 위치한 고층 주상복합 단지이다.

## 같이 보기
- 부산광역시의 마천루 목록
- 두산위브더제니스